# Altsteinzeitlicher Fundplatz am Hohenholz

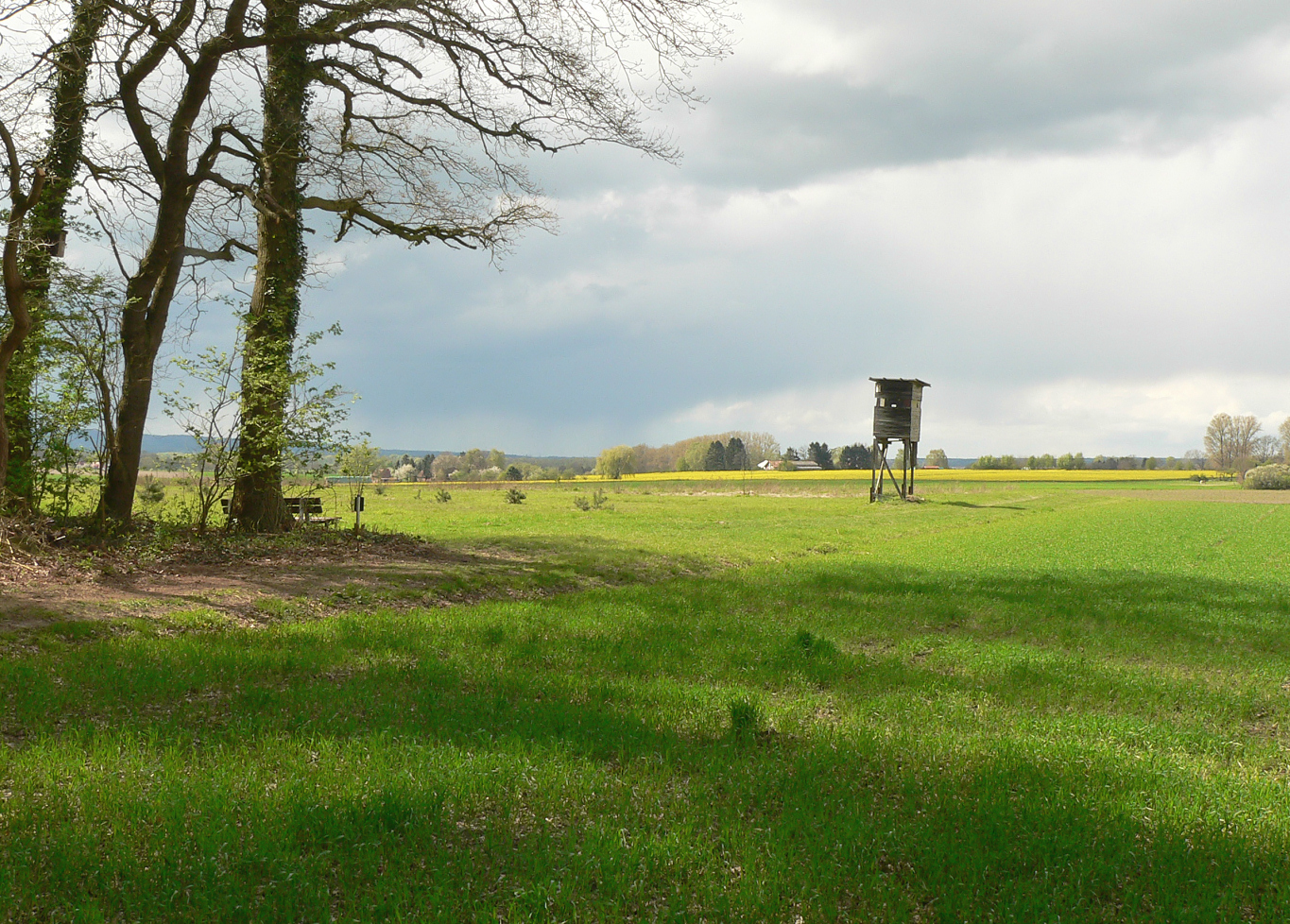
Fundgelände des Altsteinzeitlichen Fundplatzes am Hohenholz

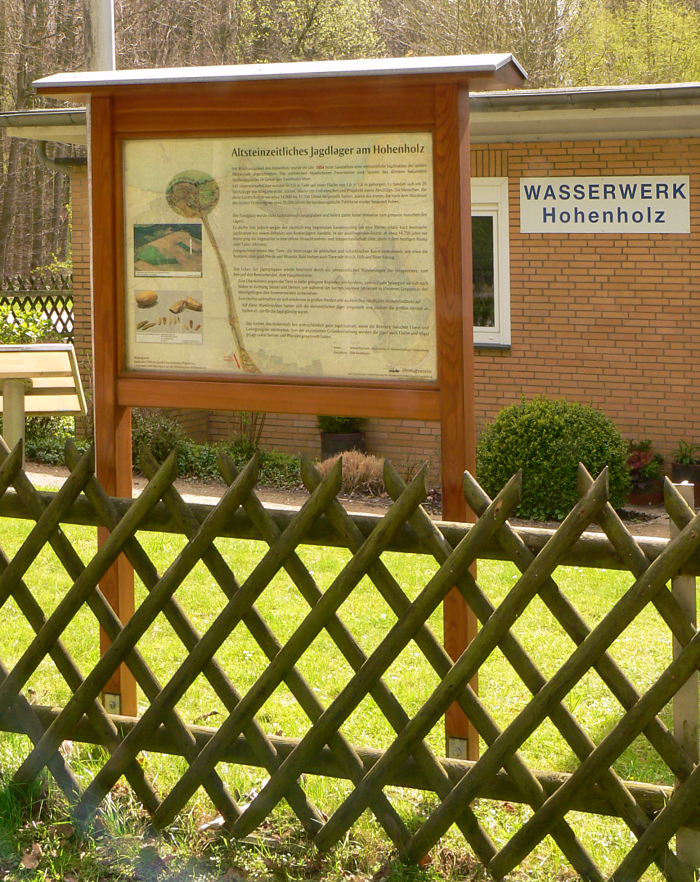
Infotafel am Wasserwerk Hohenholz

Der Altsteinzeitliche Fundplatz am Hohenholz ist eine spätpaläolithische Fundstelle in Steinhude in Niedersachsen. Es handelte sich um eine Freilandstation saisonal sesshafter Jäger und Sammler. Bei einer Ausgrabung im Jahr 1954 wurden rund 185 steinzeitliche Artefakte aus Feuerstein geborgen. Das Inventar der Fundstelle spricht für eine Zugehörigkeit zu den Federmesser-Gruppen aus der Zeit um etwa 11.000 v. Chr.

## Fundstelle
Die Fundstelle liegt am Rande des Waldgebietes Hohes Holz südöstlich von Steinhude. Sie befindet sich auf 64 m ü. NHN auf einer Kuppe in der Wunstorfer Geest. In unmittelbarer Nähe liegt am Waldrand der Jüdische Friedhof Steinhude und unweit das Wasserwerk Hohenholz, wo sich eine Infotafel zum altsteinzeitlichen Fundplatz befindet. Die Uferlinie des Steinhuder Meeres ist etwa 3 km entfernt. Der Fundplatz wurde 1954 beim Sandabbau entdeckt.
Die Funde wurden in einem Meter Tiefe und auf einer Fläche von 1,6 × 1,6 Meter geborgen. Zu den Fundstücken zählen neben Steinabschlägen 26 steinerne Werkzeuge, wie Klingenkratzer, Stichel sowie Stücke mit Endretuschen. Nähere Aussagen zum Siedlungsplatz sind aufgrund der unsachgemäßen Fundbergung nicht möglich. Die Archäologen nehmen an, dass der Platz ein kleiner und kurz bewohnter Zeltplatz von Rentierjägern war, wahrscheinlich nur für eine Jagdsaison.
Zeitlich wird die Fundstelle in die Wärmephase des Alleröd um 11.000 v. Chr. bis in die Jüngere Dryaszeit um 10.000 v. Chr. eingeordnet. In dieser Zeit kamen die ersten Menschen in die nordeuropäische Tiefebene, nachdem die letzte Eiszeit ihr Maximum um 20.000 v. Chr. erreicht hatte.